# ويليام ريمي
ويليام ريمي (بالفرنسية: William Rémy)‏ (مواليد 4 أبريل 1991 في كوربيفوي - فرنسا) لاعب كرة قدم فرنسي يلعب حاليا لصالح نادي الدرجة الأولى لنس الفرنسي منذ 2002 في مركز قلب الدفاع .

## روابط خارجية
- ويليام ريمي على موقع رابطة كرة القدم الفرنسية للمحترفين (الإنجليزية)
- ويليام ريمي على موقع قاعدة بيانات كرة القدم.إي يو (الإنجليزية)
- ويليام ريمي على موقع Soccerway.com (الإنجليزية)
- ويليام ريمي على موقع عالم كرة القدم.نت (الإنجليزية)
- ويليام ريمي على موقع AS.com (الإسبانية)